# Стадион Кото Переира
Стадион мајора Антонио Кото Переира (порт. Estádio Major Antônio Couto Pereira), познатији као Кото Переира, фудбалски је стадион у Куритиби на којем домаће утакмице игра ФК Коритиба. Стадион је добио име по Антонију Коту Переири, председнику клуба 1926, 1927. и у периоду од 1930. до 1933. године.